# از اعماق دل…
از اعماق دل (..dil se، دل سی..) یا اسیر دل فیلمی هندی ساختهٔ مانی رنتام (همچنین یکی ازتهیه کنندگان و نویسندگان فیلم) در سال ۱۹۹۸ است. این سومین فیلم سه گانهٔ این کارگردان در زمینهٔ ترور است که در آن روابط انسان‌ها در مقابل سیاست هند یا ارتش را به تصویر می‌کشد. (بعد از دو فیلم رجا و بمبئی) دل سی در هیماچال پرادش، کشمیر، آسام، دهلی و کرالا فیلمبرداری شده است.
این فیلم شش جایزهٔ جوایز فیلم فیررا از آن خود کرد وعلاوه بر ۸ جایزه‌ای که فیلم داره یه اتفاقایی میفته برده بود، ۱۴ جایزهٔ فیلم فیر به دو فیلم از شاهرخ خان رسید.

## داستان
امر کانت ورما (شاهرخ خان) یک مدیر اجرایی برنامهٔ رادیوی هند است. او به سراسر هند می‌رود تا از نگرش مردم محلی نسبت به دولت گزارش تهیه کند. او در ایستگاه قطار دختری (مانیشا کویرالا) را ملاقات می‌کند و تلاش به صحبت با او می‌کند اما دختر جوابی نمی‌دهد. و هنگامیکه امر به درخواست دختر برایش چای می‌برد، قطار او می‌رسد و آن دختر با سه مرد محل را ترک می‌کند. امر با موفقیت با بسیاری از شهروندان و همچنین چند رهبر تروریست مصاحبه می‌کند. بعداً، امر دوباره آن دختر را در شهر می‌بیند اما دختر می‌گوید که او را به یاد نمی‌آورد. چندی بعد دوباره او را در ادارهٔ پست می‌بیند اما دختر به او می‌گوید که راحتش بگذارد. امر دختر را تا خانه‌اش تعقیب کرده و به او اعتراف می‌کند که دوستش دارد. دختر برای اینکه امر را از سرش باز می‌کند می‌گوید که ازدواج کرده است. امر خجالت کشیده و می‌خواهد از او عذرخواهی کند. به همین دلیل به ملاقات او می‌رود اما دو مرد همراه او (که امر فکر می‌کند شوهر دختر هستند)، او را حسابی کتک می‌زنند و امر می‌فهمد که دختر دروغ گفته و آن‌ها برادران او هستند. این موضوع امر را تحریک می‌کند تا دختر را پیدا کند و او متوجه می‌شود که دختر در حال بازدید از لاداخ است. امر می‌گوید که در حال تهیه گزارش از فستیوال‌هاست پس دختر را تا اتوبوس تعقیب می‌کند و دختر هم به دروغ می‌گوید همسر امر است. اتوبوس خراب می‌شود و مسافران مجبورند پیاده بروند. دختر به او می‌گوید که اسمش مگنا است و آن‌ها به سفر ادامه می‌دهند و نشانه‌هایی از علاقه بینشان بروز می‌کند. اما یک روز صبح که امر بیدار می‌شود می‌بیند او رفته. سپس نشان داده می‌شود که مگنا عضوی از یک گروه تروریستی افراطی است. هنگامیکه امر به دهلی برمی گردد، می‌بیند که خانواده‌اش برایش عروسی برگزیده‌اند به نام پریتی نایر (پریتی زینتا). امر که امیدی به دیدار دوبارهٔ مگنا ندارد راضی می‌شود با پریتی ازدواج کند. به هرحال مگنا وگروهش هم در دهلی هستند و نقشه دارند که نخست‌وزیر رادر روز رژهٔ استقلال به قتل برسانند. مگنا به خانهٔ امر می‌رود ودرخواست محلی برای ماندن می‌کند وامر هم شغلی به او می‌دهد. پلیس امر را هدف قرار می‌دهد زیرا فکر می‌کن او یک تروریست است. امر از نقشهٔ مگنا آگاه می‌شود که او می‌خواهد بمب را زیر لباس خودش پنهان کند. اما پلیس او را دستگیر کرده و پس آزادی اش دوباره با برادرهای مگنا روبه رو می‌شود وآنها او را می‌زنند. روز بعد امر به مگنا التمس می‌کند که خودش رانکشد. او مگنا را بغل کرده و از او می‌خواهد که بدون او کاری نکند. سپس چندین بار به او التماس می‌کند که حداقل یک بار بگوید دوستش دارد. مگنا این را نمی‌گوید اما می‌فهمد که امر را دوست دارد پس اوهم او را بغل کرده وچند ثانیه بعد بمب منفجر شده و هردو می‌میرند.

## بازیگران
- شاهرخ خان درنقش امرکانت ورما
- مانیشا کویرالا درنقش مگنا
- پریتی زینتا درنقش پریتی نایر
- زهره سگال درنقش مادربزرگ
- راگویر یاداو درنقش شوکلا
- آدیتیا سریواستاو درنقش برادر مگنا
- مالایکاآروراخان درنقش افتخاری درآهنگ «چیا چیا»

## جوایز
- - جشنواره بین‌المللی فیلم برلین (آلمان):
- نتپاک اوارد-اسپیشال منشن-مانی رنتام
  - نشنال فیلم اواردز:
- درخت نقره‌ای برای بهترین فیلمبرداری:سانتوش سیوان
- درخت نقره‌ای بهترین ضبط صدا:اچ سریدهار
  - جوایز فیلم فیر:
- بهترین بازیگر زن تازه‌وارد (پریتی زینتا)
- بهترین کارگردانی موسیقی:ای. آر. رحمان
- بهترین متن موسیقی:گلزار برای «چیا چیا»
- بهترین خوانندهٔ مرد:سوکویندر سینگ برای «چیا چیا»
- بهترین فیلمبرداری:سانتوش سیون
- بهترین رقص آرایی:فرح خان برای «چیا چیا»
- نامزد:بهترین بازیگر زن:منیشا کیرالا
- نامزد:بهترین بازیگرنقش مکمل زن:پریتی زینتا
- نامزد:بهترین خواننده زن:ساپنا آواستی برای «چیا چیا»
- نامزد:بهترین شعر:گلزار برای «ا اجنبی»
  - استاراسکرین اواردز:
- بهترین خوانندهٔ مرد:سوکویندر سینگ برای «چیا چیا»
- نامزد:بهترین بازیگر زن:منیشا کیرالا
  - زی سینه اواردز:
- بهترین خوانندهٔ مرد:سوکویندر سینگ برای «چیا چیا»

## باکس آفیس
فیلم در هند شکست تجاری خورد اما در خارج هند موفق بود. ۹۷۵٬۰۰۰ دلار در ایالات متحده آمریکا و ۵۳۷٬۹۳۰ پوند در بریتانیا. «از اعماق دل» اولین فیلم هندی بود که وارد ۱۰ فیلم پرفروش بریتانیا شد.

## نظرات منتقدین واکران
این فیلم در جشنواره فیلم افق‌های تازه و هلسینکی فیلم فستیوال در فنلاند به نمایش درآمد؛ و موفق شد جایزهٔ نتپاک را از جشنواره بین‌المللی فیلم برلین به خود اختصاص دهد. باوجود شکست تجاری درهند، در خارج هند به ویژه مردم پراکندهٔ جنوب آسیا درغرب، فروش خیلی خوبی داشت. حتی دوماه پس از اکران فیلم در سپتامبر۲۰۰۸این فیلم هوز در ۵ پرده به نمایش درمی‌آمد. ۵ بار درروز بابه‌طور متوسط ۳۰۰۰ تماشاگر برای هر پرده. دیپادئوستالی نقد مثبتی برای فیلم نوشته و آن را «تصویر یک قصیدهٔ کامل برای عشق» نامید وکارگردانی، نویسندگی واجرا هارا تحسین کرد.

## لیست آهنگ‌ها
| بررسی انتقادی    | بررسی انتقادی |
| منبع             | رتبه‌بندی      |
| ---------------- | ------------- |
| Planet Bollywood | [ ۱ ]         |
| All Music        | [ ۲ ]         |

آهنگ‌ها را ای. آر. رحمان کارگردانی کرده است. راجان سن از Reddif آن را «فاخرترین کارای آر رحمان» خوانده است.
آهنگ «چیا چیا» به‌طور خاصی محبوب شد و در لیست ۱۰ آهنگ برتر تاریخ که در رای‌گیری توسط BBC World Service انجام شده بود، قرار گرفت. چیا چیا در مرد نفوذی، موزیکال «رویاهای بمبئی» و در سریال‌های تلویزیونی «اسمیت» و سی‌اس‌آی: میامی به نمایش درآمد.
این آلبوم به عنوان یک نقطه برجسته درموسیقی هندی قراردارد. تک تک‌آهنگ‌های این فیلم به یک موفقیت بسیار بزرگ دست یافتند.
گای پرت، نوازنده گیتار بیس پینک فلوید، جایگزین راجر واترز در آلبوم‌های صدای دلچسب رعد، ناقوس جدایی (آلبوم) و تکانه (آلبوم پینک فلوید)، گیتار بیس آهنگ اصلی فیلم «دل سه ره» را زنده است.
| شماره# | شعر                           | خواننده(ها)                           | مدت  |
| ------ | ----------------------------- | ------------------------------------- | ---- |
| ۱      | "چیاچیا ([بریم تو سایه)"      | سوکویندر سینگ، ساپنا آواستی           | ۶:۵۴ |
| ۲      | "جیاجاله (قلبم داره می سوزه)" | لتا منگیشکر، ام جی اسریکومار          | ۵:۰۷ |
| ۳      | "دل سه ره (از اعماق دل)"      | ای آر رحمان، آنوراداسینیرام، فبی مانی | ۶:۴۴ |
| ۴      | "ا اجنبی (ای غریبه)"          | اودیت نارایان، ماهالاکشمی نایر        | ۵:۴۸ |
| ۵      | "تایاتایا (ریمیکس))"          | سوکویندر سینگ                         | ۴:۳۵ |
| ۶      | "سترنگی ره (هفت رنگ)"         | سونونیگم، کاویتا کریشنامورتی          | ۷:۲۵ |